# Physocalyx scaberrimus
Physocalyx scaberrimus är en snyltrotsväxtart som beskrevs av D. Philcox. Physocalyx scaberrimus ingår i släktet Physocalyx och familjen snyltrotsväxter. Inga underarter finns listade i Catalogue of Life.